# Semily
Semily är en stad i Tjeckien. Den ligger i distriktet med samma namn och regionen Liberec, i den norra delen av landet, 90 km nordost om huvudstaden Prag. Antalet invånare är 8 120.